# Ligne T1 du tramway du Mans
La ligne 1 du tramway du Mans est la première ligne du tramway du Mans exploitée par la Société des transports en commun de l'agglomération mancelle (SETRAM), inaugurée le 17 novembre 2007 et mise en service entre la salle de spectacle Antarès et le campus du Ribay, et prolongée par un nouveau tronçon à la station Saint-Martin dès le 22 décembre 2007. Le 30 août 2014, elle s'est vue amputée de sa branche vers l'ESPAL, reprise par la ligne T2 du tramway du Mans.
Le tracé de cette ligne est partiellement repris sur l'ancienne ligne 3 du premier tramway du Mans. Cette ligne, datant de 1897, était cependant plus réduite que la T1 actuelle puisqu'elle ne faisait le trajet que de Pontlieue jusqu'à l'Hôpital en passant par la place de la république.

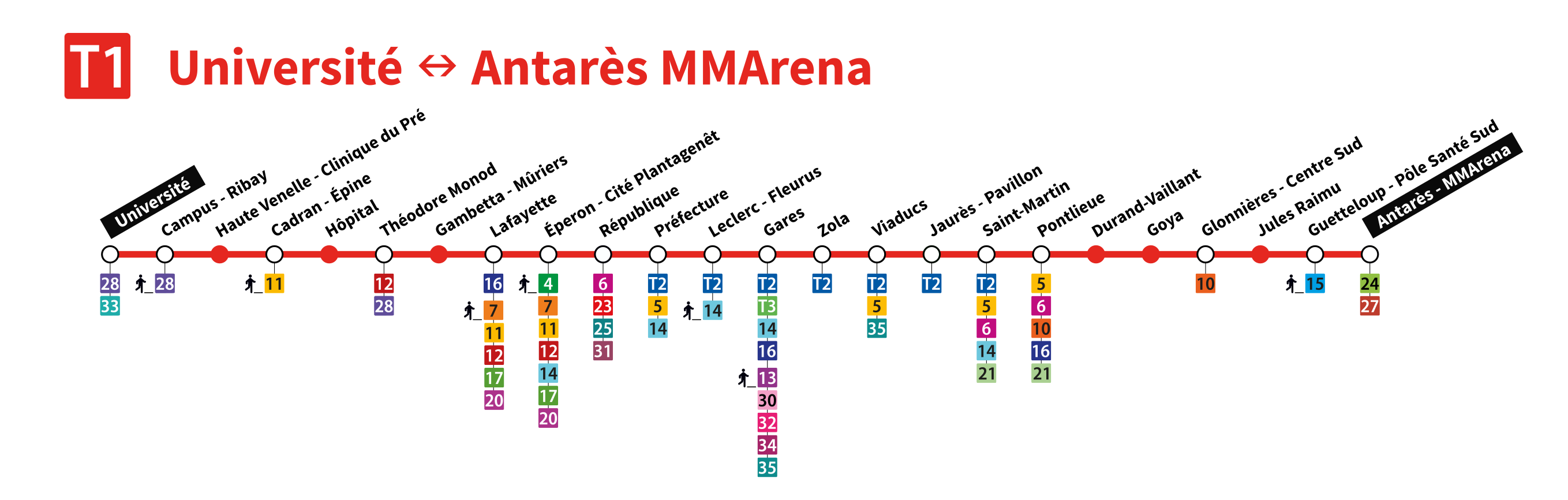
Plan schématique de la ligne.

## Le projet

### Objectifs
Les trois terminus originels de la ligne (Université, Espal et Antarès), avant l'ouverture de la ligne T2 qui a repris la branche Espal, ont été volontairement placés aux extrémités de la ville, afin de valoriser les parkings relais installés en même temps que la première ligne. La ligne T1 doit à long terme devenir l'épine dorsale d'un réseau de transports urbains conséquent. Le campus du Ribay-Université a connu une période d'urbanisation intense entre 2006 et 2008, et l'arrivée du tramway a permis, là aussi, de désenclaver le quartier et de permettre une meilleure accessibilité de l'Université du Maine. L'objectif est atteint grâce à un temps de parcours de 20 minutes de l'université à la gare nord et de seulement 15 minutes pour le centre-ville. Ensuite, cela a permis de relier plus facilement la scène et la médiathèque de l'Espal aux quartiers centraux. Ce théâtre, auparavant difficile d'accès, est le deuxième de la ville en termes de programmation après le théâtre municipal. De plus, le même terminus permet de rejoindre l'Arche de la nature. Là-bas furent testés les vel'nature, premier système de vélo libre-service, de 2007 à aujourd'hui. Le système a été étendu tout du long de la ligne T1 au printemps 2010.
Cette ligne permet également de faire se rejoindre les deux pôles majeurs du service médical manceau : le centre hospitalier général et le pôle santé sud. La ligne T3 « Tempo » pour Allonnes, en correspondance avec le T1 à la gare, permet d'atteindre encore plus aisément le troisième grand pôle médical de la ville : le centre hospitalier spécialisé de la Sarthe (CHSS). Enfin, la ligne T1 permet depuis l'été 2010 de rejoindre le nouveau pôle d'excellence sportive. Ce pôle a vu ses travaux débuter fin 2007. Alors que le tramway dessert déjà la salle d'Antarès, elle permet également d'accéder à l'entrée nord de circuit Bugatti et du mythique circuit de la Sarthe. Depuis la saison 2010-2011, elle permet d'accéder au nouveau stade de 25 000 places de la ville : le Stade Marie Marvingt. Ce terminus permet enfin d'accéder à l'hippodrome, la Pincenaridère (centre d'entraînement du Mans FC) et à la zone commerciale Family Village.

### Coût de la ligne
La ligne 1 a été parmi les moins chères de France, en ne coûtant que 20 millions d'euros le kilomètre.

## Infrastructure
Le tracé d'origine possédait la particularité d'être composé d'une branche et demie et d'être ainsi constitué de trois terminus (Université, Espal et Antarès). La ligne réalise une grande transversale nord-ouest/sud. La branche dite des Sablons ouvre la voie vers l'est de la ville. Cette branche fut souhaitée afin de désenclaver les quartiers sensibles des Sablons et de l'Espal. Au sud également, cela a également permis d'ouvrir la voie du centre-ville à des quartiers prioritaires comme les Glonnières. Au nord, le tramway passe à proximité du quartier difficile de l'Épine (également classé prioritaire). D'un terminus à l'autre, la ligne est longue de 15,4 kilomètres. Le tracé suit l'allongement de la ville, qui s'effectue bien davantage du nord au sud que d'est en ouest. Le tramway ne sort pas de la ville, cette ligne est intra-muros uniquement. Cependant, il chevauche la commune de Rouillon à l'ouest, d'Yvré l'évêque au Nord et d'Arnage-Mulsanne au sud. La ligne T1 n'emprunte que deux ponts : le pont Gambetta au nord ouest du centre-ville et le nouveau pont de Pontlieue au niveau du quartier du même nom. Depuis le 30 août 2014 et l'ouverture de la ligne T2 du tramway du Mans qui reprend la branche vers l'Espal, la ligne ne compte plus qu'un seul trajet.

### Stations

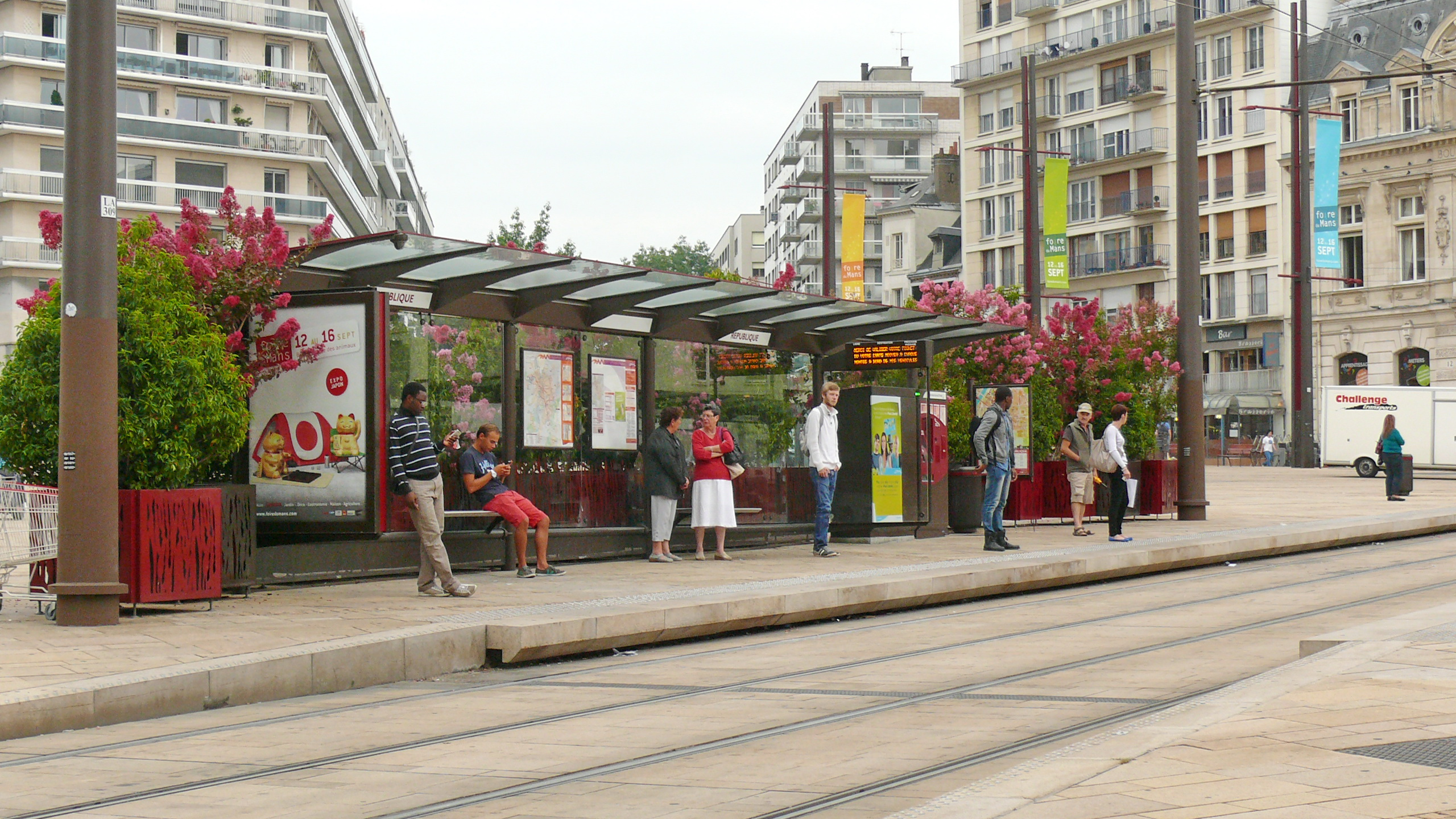
La station République

|  |   |  | Stations                        | Lat/Long                    | Communes | Correspondances                                                    |  |
|  | - |  | ------------------------------- | --------------------------- | -------- | ------------------------------------------------------------------ |  |
|  | ■ |  | Université                      | 48° 01′ 01″ N, 0° 09′ 07″ E | Le Mans  | 28 33                                                              |  |
|  | • |  | Campus - Ribay                  | 48° 00′ 57″ N, 0° 09′ 41″ E | Le Mans  | à Le Ribay : 28                                                    |  |
|  | • |  | Haute Venelle - Clinique du Pré | 48° 01′ 11″ N, 0° 09′ 47″ E | Le Mans  |                                                                    |  |
|  | • |  | Cadran - Épine                  | 48° 01′ 08″ N, 0° 10′ 21″ E | Le Mans  | à Le Cadran : 11                                                   |  |
|  | • |  | Hôpital                         | 48° 00′ 48″ N, 0° 10′ 33″ E | Le Mans  | Le Mans-Hôpital-Université (SNCF)                                  |  |
|  | • |  | Théodore Monod                  | 48° 00′ 42″ N, 0° 10′ 54″ E | Le Mans  | 12 28                                                              |  |
|  | • |  | Gambetta - Mûriers              | 48° 00′ 33″ N, 0° 11′ 06″ E | Le Mans  |                                                                    |  |
|  | • |  | Lafayette                       | 48° 00′ 25″ N, 0° 11′ 24″ E | Le Mans  | 16 à Chêne Vert : 7 11 12 17 20                                    |  |
|  | • |  | Éperon - Cité Plantagenêt       | 48° 00′ 19″ N, 0° 11′ 36″ E | Le Mans  | à Éperon : 4 7 11 12 14 17 20                                      |  |
|  | • |  | République                      | 48° 00′ 15″ N, 0° 11′ 47″ E | Le Mans  | 6 23 25 31                                                         |  |
|  | • |  | Préfecture                      | 48° 00′ 03″ N, 0° 11′ 50″ E | Le Mans  | T2 • 5 à Palais des Congrès : 14                                   |  |
|  | • |  | Leclerc - Fleurus               | 47° 59′ 54″ N, 0° 11′ 42″ E | Le Mans  | T2 à Pelouse : 14                                                  |  |
|  | • |  | Gares                           | 47° 59′ 43″ N, 0° 11′ 38″ E | Le Mans  | SNCF • T2 T3 • 14 16 à Gare Routière : 13 à Gare Sud : 30 32 34 35 |  |
|  | • |  | Zola                            | 47° 59′ 38″ N, 0° 11′ 54″ E | Le Mans  | T2                                                                 |  |
|  | • |  | Viaducs                         | 47° 59′ 34″ N, 0° 12′ 13″ E | Le Mans  | T2 • 5 35                                                          |  |
|  | • |  | Jaurès - Pavillon               | 47° 59′ 23″ N, 0° 12′ 25″ E | Le Mans  | T2                                                                 |  |
|  | • |  | Saint-Martin                    | 47° 59′ 08″ N, 0° 12′ 34″ E | Le Mans  | T2 • 5 6 14 21                                                     |  |
|  | • |  | Pontlieue                       | 47° 58′ 57″ N, 0° 12′ 40″ E | Le Mans  | 5 6 10 16 21                                                       |  |
|  | • |  | Durand-Vaillant                 | 47° 58′ 46″ N, 0° 12′ 46″ E | Le Mans  |                                                                    |  |
|  | • |  | Goya                            | 47° 58′ 31″ N, 0° 12′ 54″ E | Le Mans  |                                                                    |  |
|  | • |  | Glonnières - Centre Sud         | 47° 58′ 19″ N, 0° 13′ 01″ E | Le Mans  | 10                                                                 |  |
|  | • |  | Jules Raimu                     | 47° 58′ 06″ N, 0° 13′ 08″ E | Le Mans  |                                                                    |  |
|  | • |  | Guetteloup - Pôle Santé Sud     | 47° 57′ 50″ N, 0° 13′ 17″ E | Le Mans  | à Guetteloup : 15                                                  |  |
|  | ■ |  | Antarès - Stade Marie Marvingt  | 47° 57′ 21″ N, 0° 13′ 20″ E | Le Mans  | 24 27                                                              |  |

## Exploitation de la ligne

### Matériel roulant
La ligne 1 est équipée, tout comme la ligne 2, de rames Citadis 302 du constructeur Alstom. Elles sont toutes équipées de caméras de vidéosurveillance, de bandeaux d'information voyageurs à Led et d'annonces sonores.

### Offre commerciale
La fréquence de passage des rames de la ligne 1 varie en fonction du moment de la journée et dans la semaine, de la manière suivante :

#### Du lundi au vendredi, en période scolaire
- Un tramway toutes les 12 à 14 minutes de 4 h 57 à 7 h
- Un tramway toutes les 6 minutes de 7 h à 21 h
- Un tramway toutes les 9 à 22 minutes de 21 h à 0 h 40

#### Le samedi, et du lundi au vendredi, en période de vacances scolaire
- Un tramway toutes les 12 à 14 minutes de 4 h 57 à 7 h
- Un tramway toutes les 9 minutes de 7 h à 21 h
- Un tramway toutes les 9 à 22 minutes de 21 h à 0 h 40

#### Le dimanche et les jours fériés (sauf le1ermai)
- Un tramway toutes les 18 à 22 minutes de 6 h 20 à minuit

La ligne 1 du tramway, comme les autres lignes du réseau SETRAM, ne fonctionne pas le 1er mai.

## Galerie de photographies

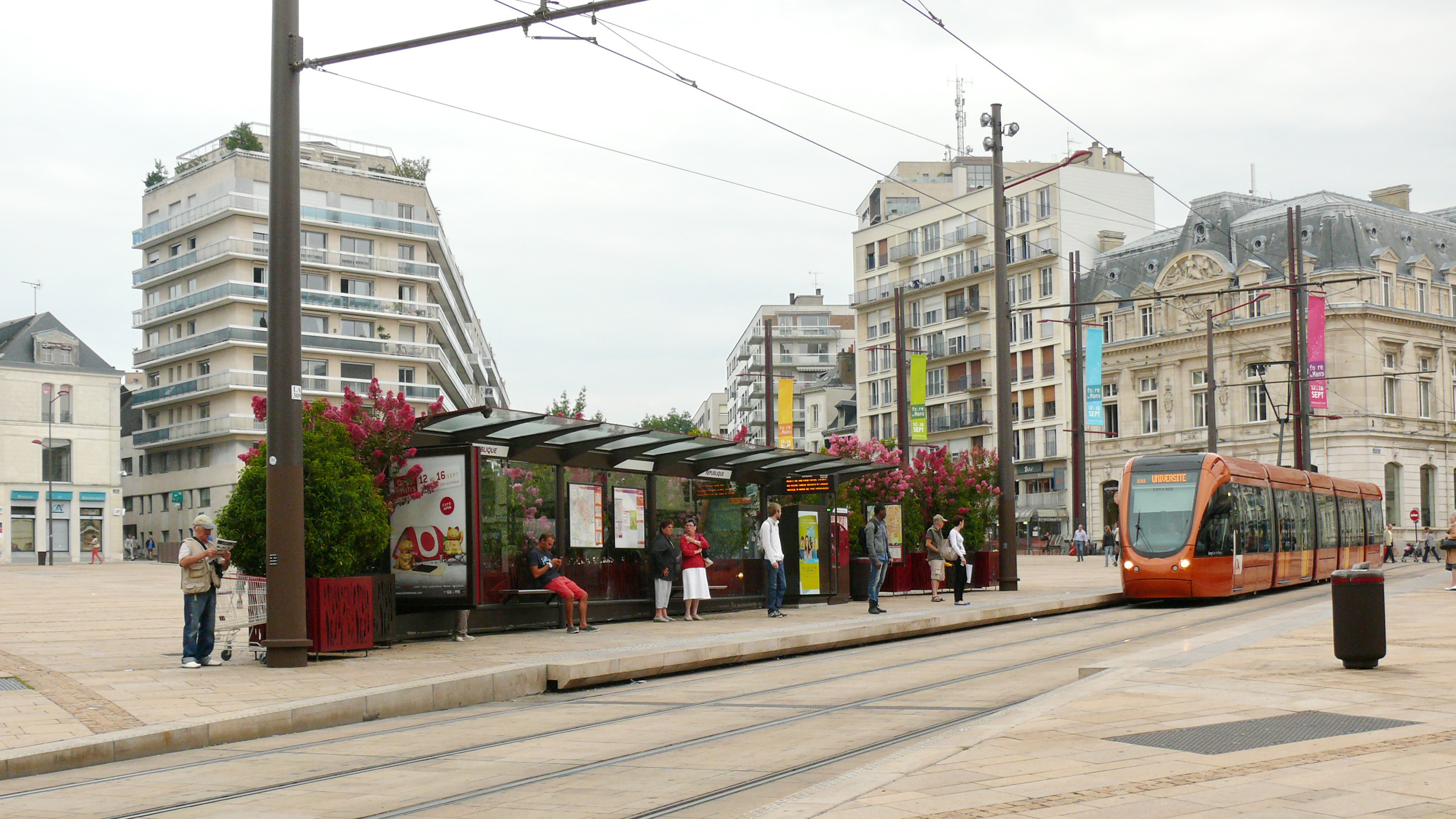
La station République
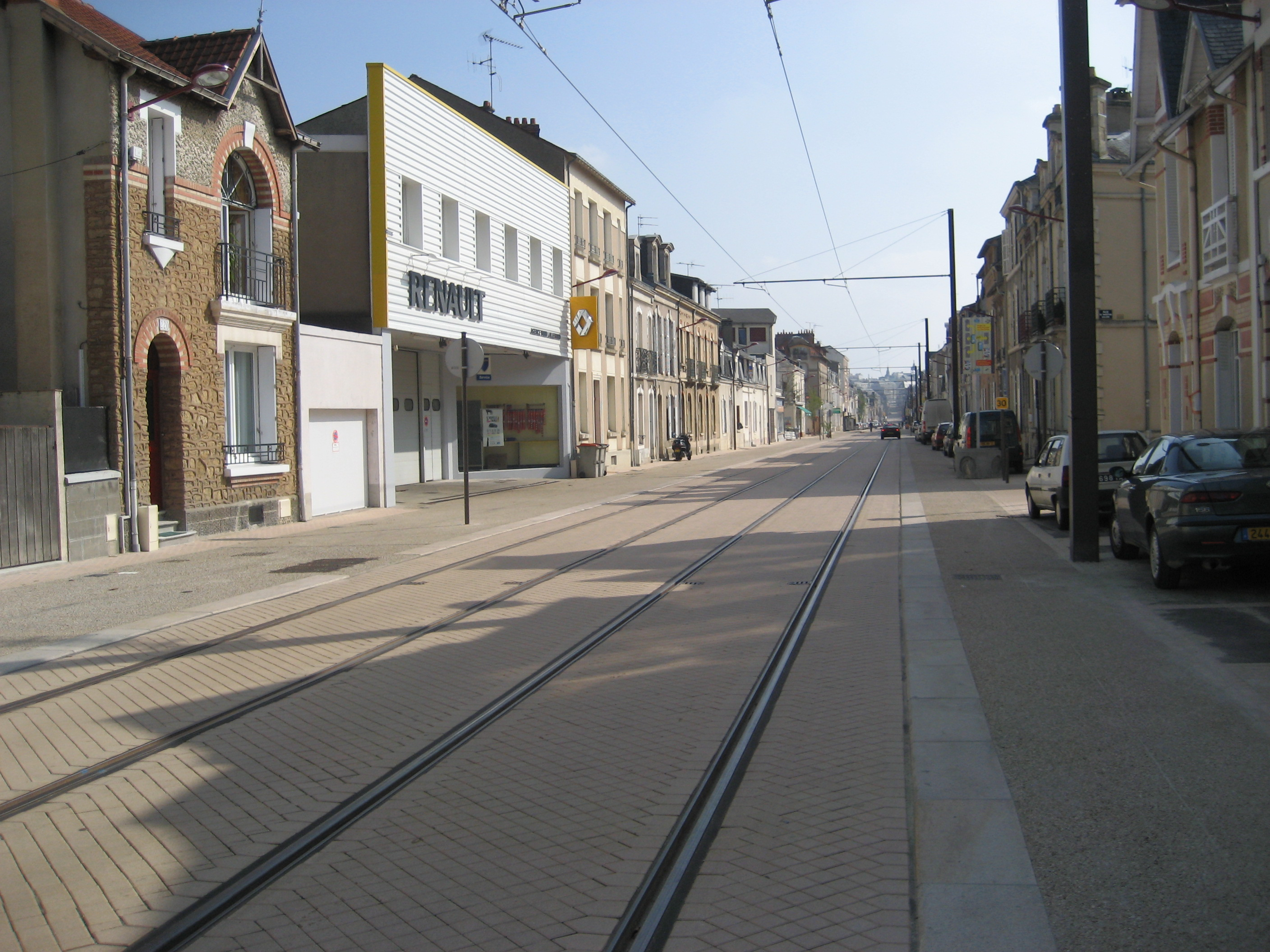
Ligne du Tram rue Gambetta
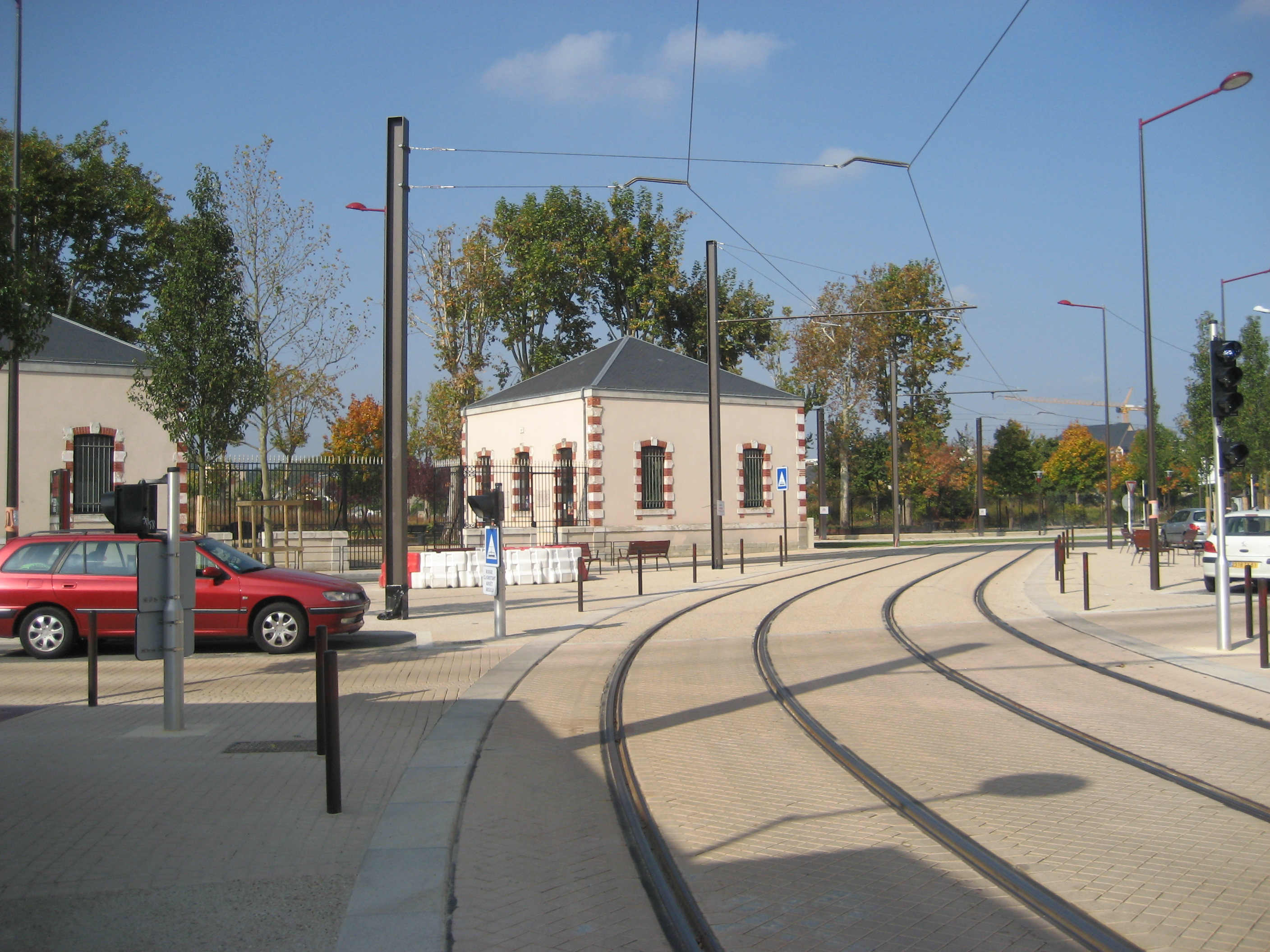
Ligne du Tram place du 117e R.I
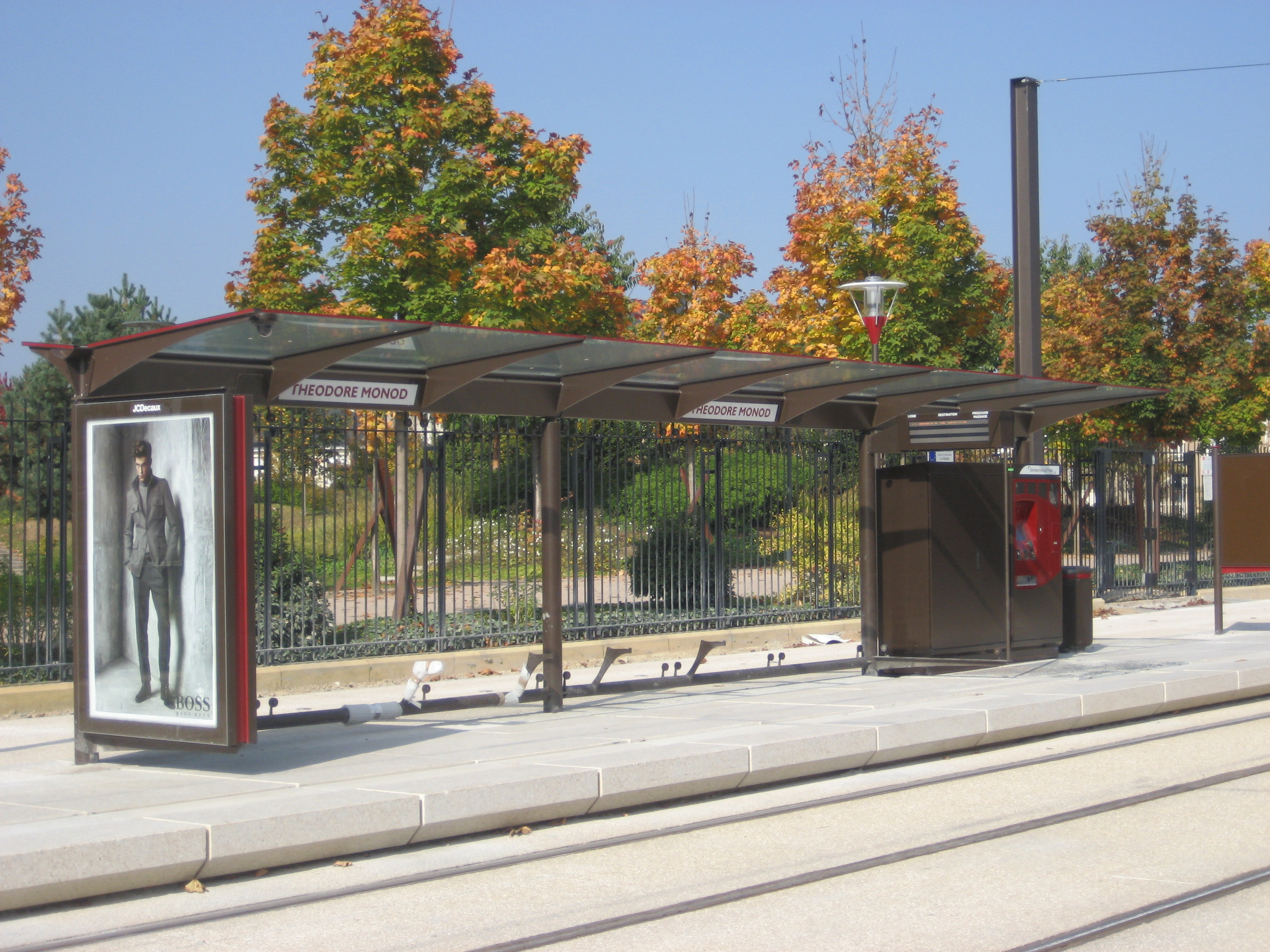
Station de Tram Théodore Monod au Mans
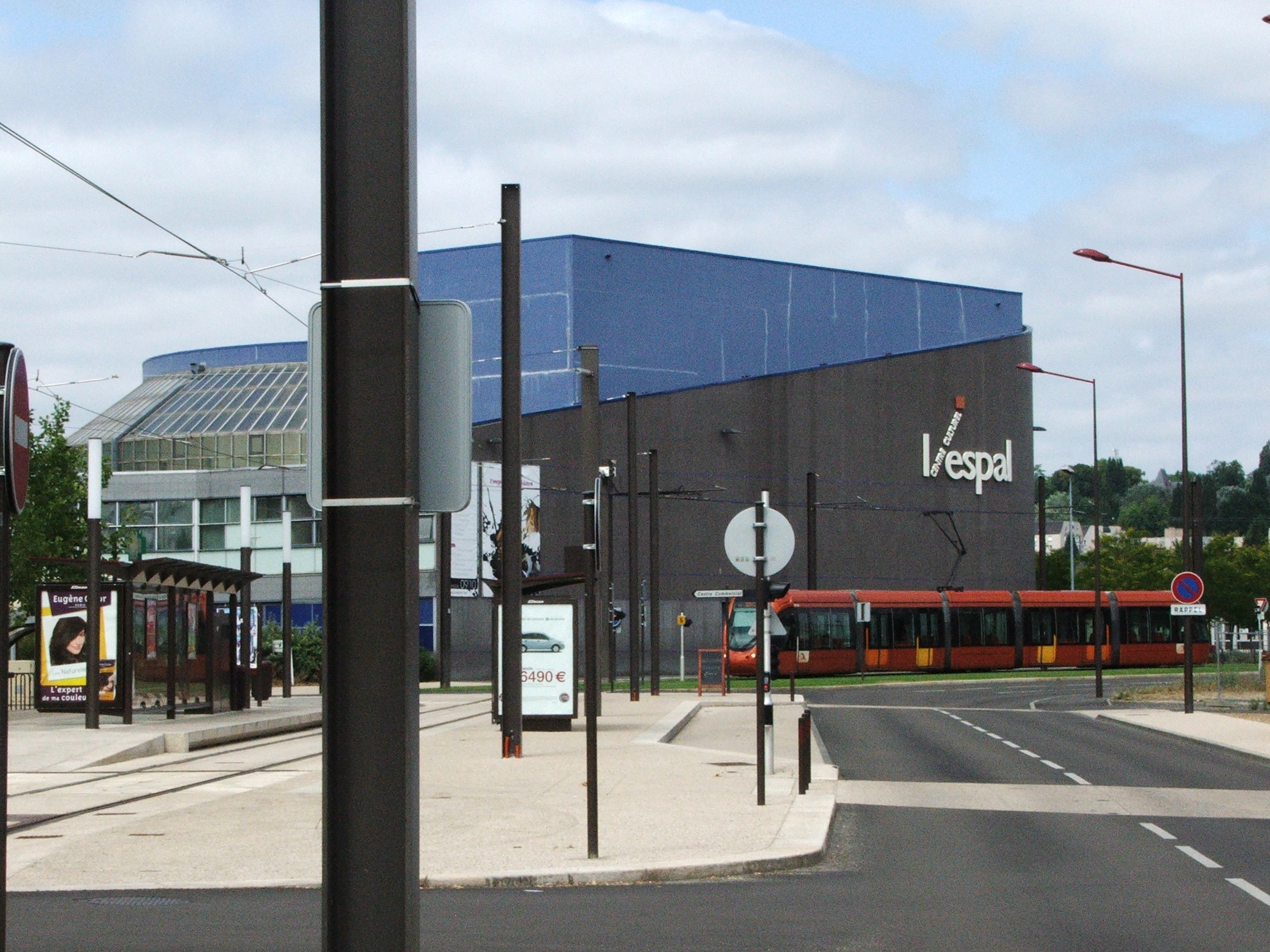
Terminus de l'Espal

## Fréquentation
La fréquentation de la ligne est de 45 000 voyageurs par jour ouvrable de base en 2015, contre à peine plus avant l'ouverture de la ligne T2 (48 000 voyageurs). Le record du nombre de voyages en une journée est enregistré le 12 juin 2009 et est de 57 104 lors de la parade des pilotes des 24 heures du Mans. Il est loin de celui de l'ouverture du tramway, gratuit pendant deux jours, il accueillit un total de 250 000 passagers sur les seules journées des 17 et 18 novembre 2007, ce qui fait un partage d'environ 125 000 passagers par jour durant le week-end. Ces deux records ont été établis alors qu'il n'y avait qu'une seule ligne.